# 甘霖 (1963年10月)
甘霖（1963年10月—），女，汉族，湖南湘阴人，中华人民共和国政治人物。现任中国致公党中央委员会副主席，曾任国家市场监督管理总局副局长、国家反垄断局局长。

## 生平
1981年9月至1988年7月为湖南农学院园艺果树学专业本科生、硕士研究生。1988年7月参加工作，任湖南农学院园艺系果树栽培教研室助教、讲师。1991年2月至1993年12月为华中农业大学园艺系果树学专业博士研究生。
1993年12月至1994年7月任湖南农业大学园艺系园艺植物研究所所长、讲师。1994年7月升为副教授。1996年1月至1997年5月任园艺系副主任、植物科技学院副院长。
1998年1月2000年6月任致公党省委副主委、湖南农业大学副教授（其间：1997年1月至1997年12月在英国诺丁汉大学生命科学系从事博士后研究；1997年12月至1999年12月在加拿大农业部马铃薯研究中心从事博士后研究）。
2000年6月起任湖南农业大学园艺系主任、教授。2001年3月被评为博士生导师。
2001年5月起任湖南省农业厅副厅长。2002年7月任致公党省委主委。2002年12月起任致公党中央常委。
2003年1月至2011年3月任湖南省人民政府副省长。
2011年3月至2017年11月任国家工商行政管理总局副局长。2017年11月至2018年3月任致公党中央副主席、国家工商行政管理总局副局长。
2018年3月起任国家市场监督管理总局副局长。
2021年11月出任国家反垄断局局长。